# David Bentley Hart

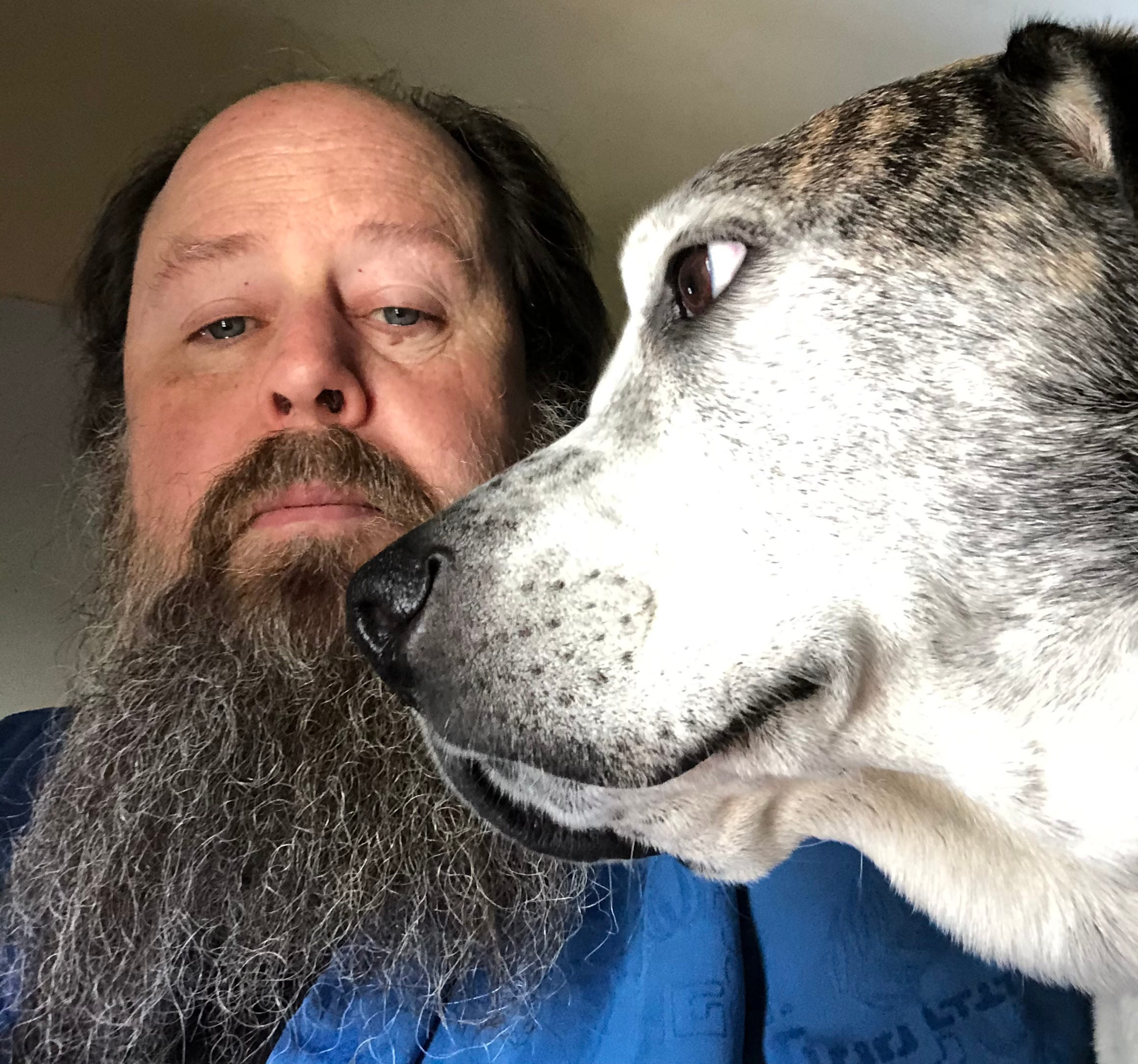
David Bentley Hart

David Bentley Hart (* 1965 in Maryland, USA) ist ein US-amerikanischer orthodoxer Theologe und Philosoph. Seine Spezialgebiete sind philosophische Theologie, Religionswissenschaft, christliche Metaphysik, asiatische Religionen, Patristik und Ästhetik.

## Leben
Hart studierte an der University of Maryland bei Baltimore, der University of Cambridge in England und der University of Virginia in Charlottesville.
Er lehrte an der University of Virginia, der University of St. Thomas in Saint Paul in Minnesota, der Duke University in Durham in North Carolina, am Providence College in Providence in Rhode Island und an der St. Louis University. 2015 bis 2017 war er Templeton Fellow für fortgeschrittene Studien an der University of Notre Dame in South Bend.

## Lehre
Mit seinem 2009 erschienenen Werk Atheist Delusions, das 2011 den Michael Ramsey-Preis erhielt, wurde Hart einem größeren Publikum bekannt. Darin legte er seine Position dar, dass Materialismus kein Faktum von Experimenten und Fazit von Logik, sondern eine metaphysische Theorie und daher letztlich ein Vorurteil sei. Freiheit werde dabei auf die Macht, über die Natur zu herrschen, reduziert. Christen hätten – besonders im Frühchristentum – die menschliche Natur in all ihren Dimensionen reflektiert, mit konstruktiven Idealen gefüllt und mit hilfreichen Taten vorgelebt.
Wenn es je ein dunkles Zeitalter gegeben habe, dann sei es nicht das Mittelalter, sondern die Moderne. Eine Welt des Unglaubens werde dominiert von selbstbeweihräucherten Narzissten, so wie Friedrich Nietzsche den letzten Menschen beschrieben habe. Dieser versinke in Banalität, Konformität, Zynismus und Selbstbewunderung. Wenn der Mensch nicht mehr als ein Geschöpf Gottes angeschaut werde, dann werde es möglich, die menschliche Zukunft mit beliebigen Idealen zu füllen wie Revolutionsideen, Eugenik, Nationalismus und selbst mit einer Diktatur.
Im Jahr 2019 erschien mit That All Shall Be Saved - Heaven, Hell & Universal Salvation (deutsch: Alle sollen gerettet werden - Himmel, Hölle und universelle Rettung) ein weiteres Werk von Hart, das wegen seines propagierten Heilsuniversalismus im Gefolge der Kirchenväter Origenes, Gregor von Nyssa und weiterer Gruppierungen der Kirchengeschichte sowohl Zustimmung als auch Widerspruch erfuhr. Das im Jahr 2022 erschienene Buch You Are Gods: On Nature and Supernature wurde vom Philosophen Edward Feser als tendenziell pantheistisch kritisiert.
Hart betreibt auch einen Blog, auf dem er regelmäßig Artikel über verschiedene Themen wie Literatur, Religion, Philosophie, Theologie, Metaphysik, Kultur, Kunst, Musik und Kino veröffentlicht. Seine Äußerungen und Einschätzungen basieren auf einer umfangreichen Beschäftigung mit klassischer Philosophie, biblischer Theologie, patristischen Texten und moderner Literatur.

## Auszeichnung
- 2011 Michael Ramsey Prize für Atheist Delusions[10][11]

## Werke
- The Beauty of the Infinite : The Aesthetics of Christian Truth, Wm. B. Eerdmans, Grand Rapids 2003.
- The Doors of the Sea, Wm. B. Eerdmans, Grand Rapids 2005.
- The Story of Christianity: An Illustrated History of 2000 Years of the Christian Faith, Quercus, London 2007.
  - Die Geschichte des Christentums: Glaube, Kirche, Tradition, National Geographic, 2010, ISBN 978-3-86690-189-6 (Übersetzung: Ute Mareik)
- In the Aftermath: Provocations and Laments, Wm. B. Eerdmans, Grand Rapids 2008.
- Atheist Delusions: The Christian Revolution and Its Fashionable Enemies, Yale University Press, New Haven 2009, ISBN 978-0-300-16429-9.
- The Devil and Pierre Gernet: Stories, Wm. B. Eerdmans, Grand Rapids 2012.
- The Experience of God. Being, Consciousness, Bliss, Yale University Press, New Haven 2013, ISBN 978-0-300-16684-2.
- A Splendid Wickedness and Other Essays, Wm. B. Eerdmans, Grand Rapids 2016.
- The New Testament: A Translation, Yale University Press, New Haven 2017.
- The Hidden and the Manifest: Essays in Theology and Metaphysics, Wm. B. Eerdmans, Grand Rapids 2017.
- The Dream-Child's Progress and Other Essays, Angelico Press, 2017.
- mit Patrick Robert Hart: The Mystery of Castle MacGorilla, Angelico Press, 2019.
- That All shall be saved - Heaven, Hell & Universal Salvation, Yale University Press, New Haven 2019, ISBN 978-0-300-24622-3.
- Theological Territories: A David Bentley Hart Digest, Notre Dame Press, South Bend 2020.
- Kenogaia (A Gnostic Tale), Angelico Press, 2021.
- Roland in Moonlight, Angelico Press, 2021.
- You Are Gods: On Nature and Supernature, Notre Dame Press, South Bend 2022.
- Tradition and Apocalypse: An Essay on the Future of Christian Belief, Baker Academic, 2022.